# Shakma - La scimmia che uccide
Shakma - La scimmia che uccide (Shakma) è un film del 1990 diretto da Tom Logan e Hugh Parks, con Christopher Atkins e Roddy McDowall. Il film è stato anche trasmesso in TV e distribuito in DVD con il titolo Shakma - Morire per gioco.

## Trama
Shakma è un'amadriade diventato terribilmente feroce a seguito di numerosi esperimenti volti ad aumentarne l'aggressività. Una notte un gruppo di studenti decide di organizzare un gioco per puro divertimento all'interno dell'edificio in cui si trova l'animale e ben presto il gioco si trasformerà in un terribile incubo.